# Prefettura di Keishō-hoku
La Prefettura di Keishō-hoku fu una delle divisioni amministrative della Corea sotto il dominio giapponese, con capitale Taegu. La provincia coincide all'odierna Gyeongsang Settentrionale, in Corea del Sud.

## Popolazione
| Anno | Popolazione |
| ---- | ----------- |
| 1925 | 2.293.285   |
| 1930 | 2.373.856   |
| 1940 | 2.428.177   |
| 1944 | 2,561,251   |

Numero di persone per nazionalità secondo il censimento del 1936:
- Popolazione totale: 2.454.275 persone
  - Giapponesi: 49,887 persone
  - Coreani: 2.402.970 persone
  - Altro: 1.418 persone

## Divisioni amministrative
Il seguente elenco si basa sulle divisioni amministrative del 1945:

### Città
- Taikyū (capitale)

### Contee
- Tatsujō
- Gun'i
- Gijo
- Antō
- Seishō
- Eiyō
- Eitoku
- Geijitsu
- Keishū
- Eisen
- Keizan
- Seidō
- Goryeong
- Seishū
- Shikkoku
- Kinsen
- Zenzan
- Shōshū
- Bunkei
- Reisen
- Eishū
- Hōka

### Isole
- Isola Utsuryō

## Governatori provinciali
Le seguenti persone erano ministri provinciali prima dell'agosto 1919. Questo è stato poi cambiato nel titolo di governatore.
| Nazionalità | Nome              | Nome in kanji/hanja | Inizio del mandato | Fine del mandato  | Appunti                                            |
| ----------- | ----------------- | ------------------- | ------------------ | ----------------- | -------------------------------------------------- |
| coreano     | Lee Jin-ho        | ?                   | 1 ottobre 1910     | 28 marzo 1916     | ministro provinciale                               |
| giapponese  | Suzuki Takashi    | 鈴木 隆             | 28 marzo 1916      | 26 settembre 1919 | Ministro provinciale prima dell'agosto 1919        |
| giapponese  | Fujikawa Rizaburō | 藤川 利三郎         | 26 settembre 1919  | 24 febbraio 1923  |                                                    |
| giapponese  | Sawada Toyotake   | 沢田 豊丈           | 24 febbraio 1923   | 12 maggio 1926    |                                                    |
| giapponese  | Sudō Moto         | 須藤 基             | 12 maggio 1926     | 21 gennaio 1929   |                                                    |
| giapponese  | Imamura Masami    | 今村 正美           | 21 gennaio 1929    | 11 dicembre 1929  |                                                    |
| giapponese  | Hayashi Shigeki   | 林 茂樹             | 11 dicembre 1929   | 23 settembre 1931 |                                                    |
| coreano     | Kim Seo-kyu       | ?                   | 23 settembre 1931  | 1 aprile 1935     |                                                    |
| giapponese  | Okazaki Tetsurō   | 岡崎 哲郎           | 1 aprile 1935      | 21 maggio 1936    |                                                    |
| giapponese  | Data Yotsuo       | 伊達 四雄           | 21 maggio 1936     | 5 settembre 1936  |                                                    |
| giapponese  | Kotaki Motoi      | 上滝 基             | 5 settembre 1936   | 24 gennaio 1941   |                                                    |
| giapponese  | Takahashi Satoshi | 高橋 敏             | 24 gennaio 1941    | 19 novembre 1941  |                                                    |
| giapponese  | Takao Jinzō       | 高尾 甚造           | 19 novembre 1941   | 30 settembre 1943 |                                                    |
| coreano     | Takenaga Kazuki   | 武永 憲樹           | 30 settembre 1943  | 17 agosto 1944    | Era stato cambiato nome da Eom Chang-seob (嚴昌燮) |
| coreano     | Lee Chang-geun    | ?                   | 17 agosto 1944     | 16 giugno 1945    | ?                                                  |
| coreano     | Kim Dae-woo       | ?                   | 16 giugno 1945     | 15 agosto 1945    | indipendenza coreana                               |